# أرواح كليمنجارو (رواية)
أرواح كليمنجارو، رواية صدرت في 2015 للكاتب إبراهيم نصر الله من مواليد 2 ديسيمبر 1954م وهو روائي وكاتب وشاعر وأديب أردني من مواليد عمّان، من أصل فلسطيني. توجت الرواية بجائزة كتارا للرواية العربية عن فئة الروايات المنشورة 2016.

## ملخص الرواية
"أرواح كليمنجارو"  لإبراهيم نصر الله تروي قصة فلسطينيين فقدوا أطرافهم نتيجة العدوان عليهم. تتأرجح الرواية بين جبل كليمنجارو كميتاحفل رمزية للحرية والوطن. الرواية مليئة بالعمق الإنساني وتسليط الضوء على التحديات التي يواجهها الأفراد. الكاتب يمزج بين الواقع والخيال، ويتناول قضايا الهوية والصمود. استخدام تقنيات السرد واللغة البصرية يُضفي على الرواية أبعادًا فنية مميزة.
«حين أدركَ أن كل إصابة، أيّاً كانت، خلفت جرحاً عميقاً في روح من أصيب بها. وبعد زمن أدرك أن الجروح التي في الداخل يمكن أن تكون أكبر بكثير من الإصابة ذاتها، أو أقل لدى البعض، لكن تلك الجروح موجودة.»
«لا يمكنك ان تلتقط لأي إنسان صورتين متشابهتين أبداً , ففي كل لحظة هناك إحساس مختلف يطفو على ملامحه , ولن ترى ذلك الإحساس إلَّا إذا كنت أكثر من مجرد ملتقط صور.»
«في كل إنسان قمةٌ عليه أن يصعدها وإلا بقيَ في القاع.. مهما صعَدَ من قمم.»

## عن الرواية

### السياق الثقافي والتاريخي
في "أرواح كليمنجارو"، تندرج الرواية ضمن سياق تاريخي معقد وثقافي يتركز حول الصراع الفلسطيني. يتناول الكاتب نصر االله القضايا الإنسانية والروحية في سياق تأثير الاحتلال وصمود الشعب الفلسطيني.

### الأهمية الأدبية والنقد الأدبي
يتسم أسلوب الكاتب بالغنى والتعدد، حيث:
يتقن استخدام التقنيات السردية المتنوعة، من حوارات واسترجاع إلى مكالمات هاتفية، مما يضفي تعددًا على السرد.
يمزج اللغة الفصيحة بالعناصر الشعرية، مستعينًا بالتكرار والاستعارات، ما يمنح النص طابعًا فنيًّا.
يتعامل مع الزمن بأسلوب حداثي، يوظِّح تمازجًا من الاسترجاع والاستباق، يعزز تشويق الرواية.
ينسج الكاتب رموزًا ورؤى تتنوع بين الوحدة والوطنية، حيث يظهر الجبل كرمز للحرية والصمود.
يقدم الصعود إلى قمة جبل كليمنجارو كتجسيد للتحدي والإنجاز، مما يعزز البُعد الشخصي والجماعي.

### رأى النقاد في الرواية
بالرغم من تميز "أرواح كليمنجارو" بأسلوبها الفني وتنوعها السردي، إلا أن بعض النقاد قد أشاروا إلى بعض السلبيات:
1.تعقيد الهيكل الزمني: قد يجده بعض القراء صعوبة في فهم الهيكل الزمني غير التسلسلي، حيث يتم التبديل بين الأحداث في فترات مختلفة، مما قد يخلق بعض الارتباك.
2.اللغة المعقدة: يُعتبر بعض الناس أن لغة السرد، التي تجمع بين الفصاحة والعامية، قد تكون تحديًا لبعض القراء، خاصة الذين قد لا يجيدون اللهجات المحلية.
3.كثرة الشخصيات والتفاصيل: قد يجد البعض أن كثرة الشخصيات والتفاصيل قد تشوش على فهم الحبكة، خاصة في البداية، وتجعلها معقدة بعض الشيء.
4.قد تكون الرموز مبالغًا فيها: يعتبر بعض القراء أن بعض الرموز قد تكون مفرطة، مما يؤثر على واقعية القصة ويجعلها أكثر تعقيدًا.
5.البنية السردية المعقدة: يعتبر بعض القراء أن الهيكل السردي المعقد قد يكون صعبًا للتتبع، ويتطلب اهتمامًا وتركيزًا زائدين.
إن كل هذه النقاط تعتمد على ذوق القارئ واستعداده للتحديات الأدبية المتمثلة في هذه السلبيات.

## قصة الرواية

### بداية الرحلة إلى القمة
تفتح "أرواح كليمنجارو" أبوابها ببداية ملحمية لمجموعة من المشاركين في رحلة صعود جبل كليمنجارو، الذي يتحول إلى رمز للتحدي والصمود. الشخصيات تجتمع معًا، بينهم من فقدوا أطرافًا أو أحلامًا، ومع ذلك، يجمعهم القرار المشترك للتحدي وتحقيق الهدف.
تبدأ رحلتهم بالتحضيرات والتخطيط، وهنا يظهر الروح التكاتفية والتضامن. يُسلط الضوء على التحديات التي ستواجههم في الطريق إلى القمة، مما يبرز قوة الإرادة وقدرة الإنسان على التغلب على الظروف الصعبة.
في هذا السياق، يُقدم الكاتب رؤية دقيقة للشخصيات وتحديد أهدافهم المختلفة، مما يتيح للقارئ فهم دوافعهم ومشاعرهم. يتم تقديم الشخصيات كأرواح تتجاوز الجسد، مما يبرز الروح القوية والقدرة على التحلي بالتفاؤل رغم التحديات.
تتخلل هذا العنوان مقاطع تشويق وتوتر، حيث يتعرض الشخصيات لمواقف صعبة ويظهر الصمود والتصدي للصعوبات. يُظهر الكاتب بأنه بغض النظر عن الإعاقة الجسدية، يمكن للإرادة والروح التغلب على العقبات والصعوبات.

### التحديات والصعوبات في الصعود
في هذا الجزء من الرواية، يواجه الأفراد العديد من التحديات أثناء الصعود إلى قمة جبل كليمنجارو. تبدأ الرحلة بالتفاعل بين الشخصيات والظروف الجغرافية القاسية، وتتطور الأحداث لتظهر الصراعات الشخصية والمشاكل التي يواجهونها.
الشخصيات تظهر بكل تنوعها، بعضها يكافح مع الصحة، وآخرون يواجهون تحديات نفسية. يبرز تفاعلهم مع الظروف الصعبة كفرصة لتطوير قدراتهم وتحقيق النجاح. هنا، يتم استعراض مواقف المقاومة والصمود التي تظهر في وجه التحديات، مما يبرز الروح القوية للأفراد وتماسكهم كفريق.

### أروى ومهمتها الطبية
في هذا الجزء، سنتعمق أكثر في دور الطبيبة أروى ومهمتها الطبية أثناء الصعود إلى جبل كليمنجارو.
أروى، الطبيبة ذات القلب الكبير، تمثل الجانب الإنساني والطبي للرحلة. تبدأ مهمتها باستعراض الحالة الصحية للمشاركين وتقديم الرعاية اللازمة. يظهر دورها الحيوي في مساعدة الذين فقدوا أجزاءً من أجسادهم على التكيف مع التحديات البيئية والجسدية أثناء الصعود.
تتقن أروى تواصلها مع المشاركين وتقديم الدعم النفسي الضروري. تتخذ من رحلتها فرصة لفهم قصصهم والتأثير العميق لتجاربهم على حياتهم. يتمحور جزء كبير حول التفاعل البيني بين أروى والمشاركين، مما يبرز الأبعاد الإنسانية للرحلة.

### استرجاع ذكريات المشاركين
في هذا القسم، سنستعرض كيف يتم استرجاع ذكريات المشاركين خلال الرواية وكيف يتم تسليط الضوء على قصصهم الشخصية وتأثير الزمن الماضي على حاضرهم.
تتنوع قصص المشاركين بين الصمود والتحديات التي واجهوها نتيجة للاحتلال الإسرائيلي. يُسلط الضوء على الصراعات الشخصية والمأساويات التي شكلت حياتهم وأثرت على تكوين شخصياتهم.
يظهر الزمن الماضي كعنصر مؤثر يلقي الضوء على جذور الصراع والمعاناة. يقوم المشاركون بتحليل تأثير تلك التجارب على تشكيل هويتهم ورؤيتهم للحاضر.

### المغامرة والكتابة والقراءة
في هذا الجزء الممتد من الرواية، تتناغم المغامرة في تسلق قمة جبل كليمنجارو مع عوالم الكتابة والقراءة. يقدم الروائي وصفًا دقيقًا لتحديات الصعود، حيث يظهر جمال الجغرافيا وشدة الظروف الجوية.
تُسلط الضوء أيضًا على عملية الكتابة كوسيلة للتعبير والتواصل. يبرز الروائي كيف يمكن أن تكون الكتابة وسيلة فعّالة لنقل التحول الشخصي وتسليط الضوء على هموم الشخصيات. تظهر هذه الفترة كجزء أساسي من الرواية، حيث يتم توثيق التجارب الإنسانية وتبادلها مع الآخرين.

### الروحانية وتأملات الحياة والموت
في سياق الرواية، يظهر الجبل كرمز للحرية والصمود، حيث ينبعث منه إحساس بالوحدة والوطنية. تعبّر الشخصيات عن رؤى متنوعة تجاه المفهومين المعقدين للحياة والموت.
يقدم المؤلف نظرة فنية ورمزية إلى هذين الجانبين، متجاوزًا حدود الزمان والمكان. تتداخل التفاصيل الواقعية لتسلق الجبل مع التأملات العميقة حول الموت ومعاناة الحياة. يظهر ارتباطًا قائمًا بين تلك القضايا وقضايا وطنية وإنسانية أوسع.
هذا العنوان يلخص تفاعل الشخصيات مع تحديات الحياة وكيف تندرج تحت راية الروحانية والرمزية، مما يثري قصة الصعود إلى قمة جبل كليمنجارو بأبعاد عميقة تفاعلية.

### تفاصيل الصعود ونهاية القصة
تصف الرواية بدقة تفاصيل الصعود إلى قمة جبل كليمنجارو، حيث يتجلى الإنجاز ويعكس النجاح الشخصي والجماعي. تظهر الوصفات الدقيقة لرحلة الصعود، من التحضيرات الأولية إلى مواجهة التحديات الجسدية والنفسية في طريقهم.
في هذه اللحظة الحاسمة على قمة الجبل، تبلغ الشخصيات ذروة تحقيق أحلامها وتتغلب على الصعوبات. تعبّر النهاية عن روح الإصرار والتحدي التي قادتهم إلى هذا الإنجاز الكبير.
تكون القمة هي لحظة النهاية الملهمة التي تبرز أنه بالرغم من التحديات، يمكن تحقيق الأحلام بالإصرار والتعاون. ينعكس روح البطولة والتضحية في تفاصيل الصعود، ويظهر النجاح الذي يتجلى في وصولهم إلى الهدف النهائي.

## الشخصيات

### الشخصيات الرئيسية
أروى: الطبيبة الشابة ذات القلب الكبير التي تنضم إلى البعثة برغبة في تقديم العلاج والرعاية للأطفال المصابين.
المشاركين في الصعود: مجموعة من الأفراد، بينهم من فقدوا أطرافهم، يشكلون مجموعة متنوعة ومتحدة في هدفهم بالتحدي والوصول إلى قمة جبل كليمنجارو.

### الشخصيات الثانوية
نصر االله: الكاتب الذي قام بتنظيم هذه البعثة وكتابة الرواية، يرافق المشاركين في رحلتهم.

### شخصيات محلية
أفراد يلتقون بهم المشاركون أثناء صعودهم، يشاركون بقصصهم ويقدمون الدعم المعنوي والروحي.

### شخصيات تاريخية
تظهر في الاسترجاعات ذكريات شخصيات ذات أثر تاريخي، تعكس معاناة الشعب الفلسطيني وتصميمهم على المقاومة.

## جوائز
توجت الرواية بجائزة كتارا للرواية العربية في فئة "الروايات المنشورة" 2016.